# Pluteus pouzarianus
Pluteus pouzarianus är en svampart som beskrevs av Singer 1983. Pluteus pouzarianus ingår i släktet Pluteus och familjen Pluteaceae.  Arten är reproducerande i Sverige. Inga underarter finns listade i Catalogue of Life.

## Bildgalleri

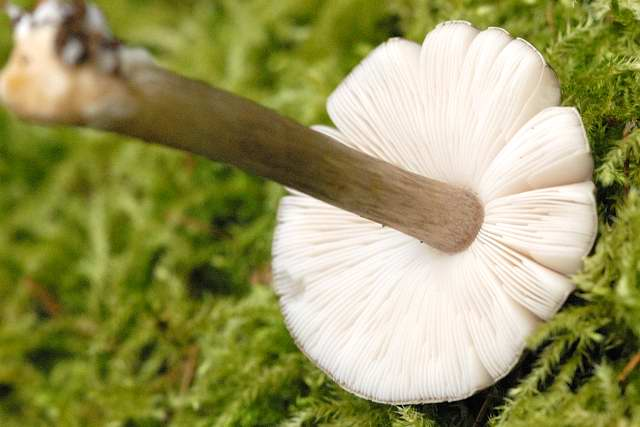